# Samtgemeinde Suderburg
La comunità amministrativa di Suderburg (Samtgemeinde Suderburg) si trova nel circondario di Uelzen nella Bassa Sassonia, in Germania.

## Suddivisione
Comprende 3 comuni:
1. Eimke
2. Gerdau
3. Suderburg

Il capoluogo è Suderburg.